# Assi Ghat

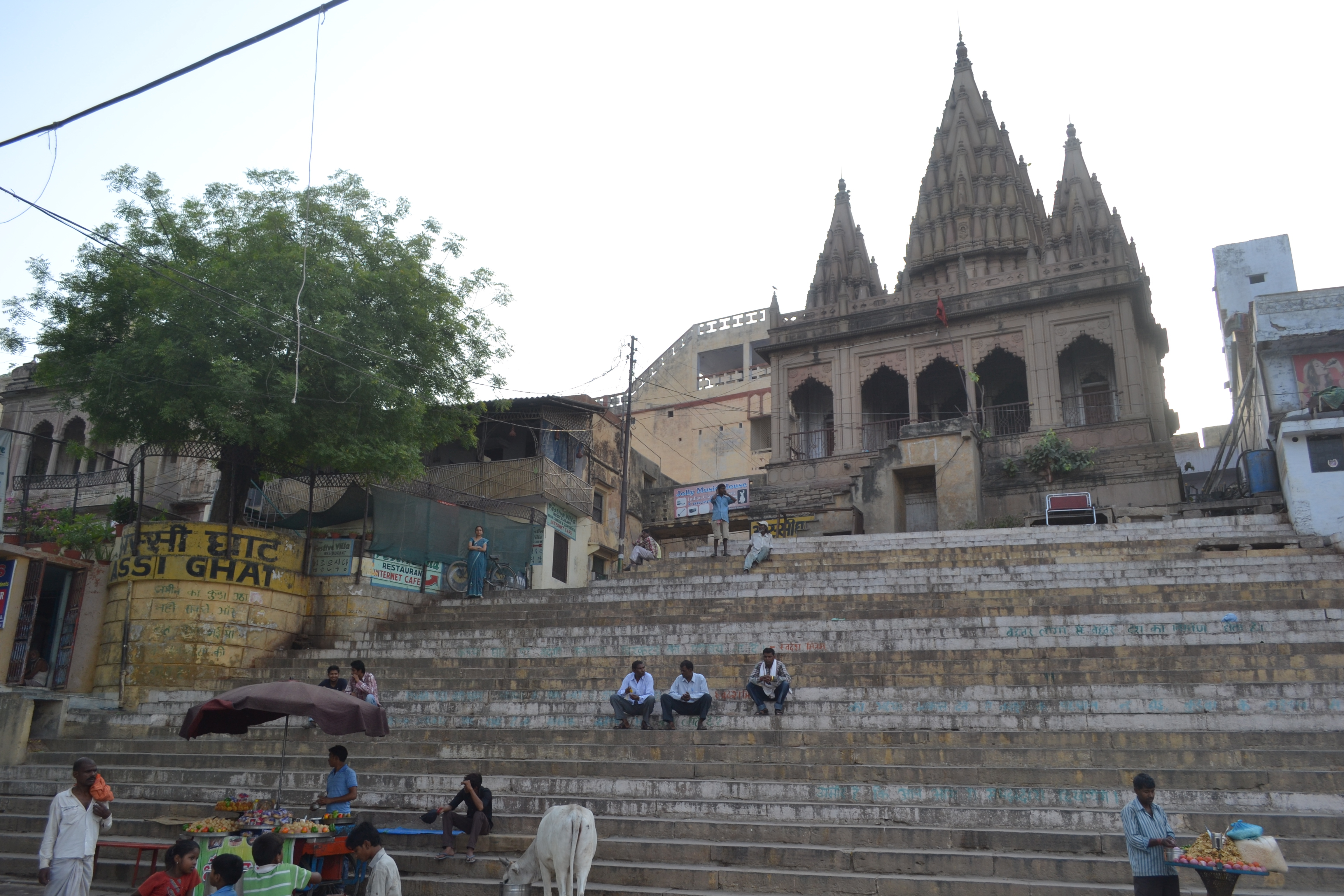
Assi Ghat

Assi Ghat ist das südlichste Ghat in Varanasi. Es ist ein Ort, an dem auch ausländische Langzeitstudenten, Forscher und Touristen leben.

## Tourismus am Assi Ghat
Assi Ghat ist eines der Ghats, die oft zur Erholung und Entspannung und während Festivals besucht werden. An typischen Tagen besuchen etwa 300 Menschen pro Stunde morgens dieses Ghat und an Festivaltagen kommen etwa 2.500 Menschen pro Stunde. Das Ghat kann etwa 22.500 Menschen gleichzeitig bei Festivals wie Shivratri aufnehmen.

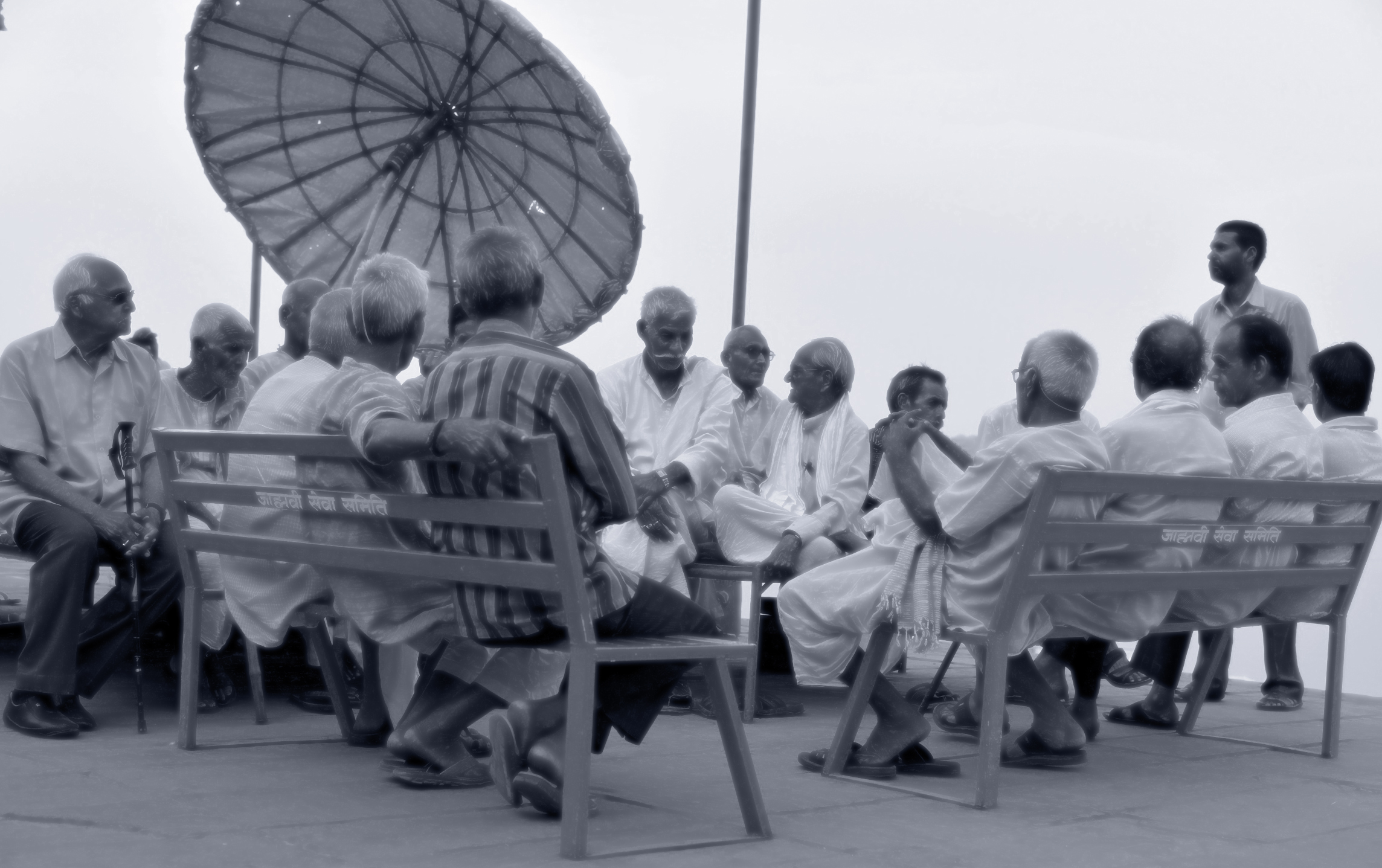
Ältere Besucher des Assi Ghat genießen den Abend

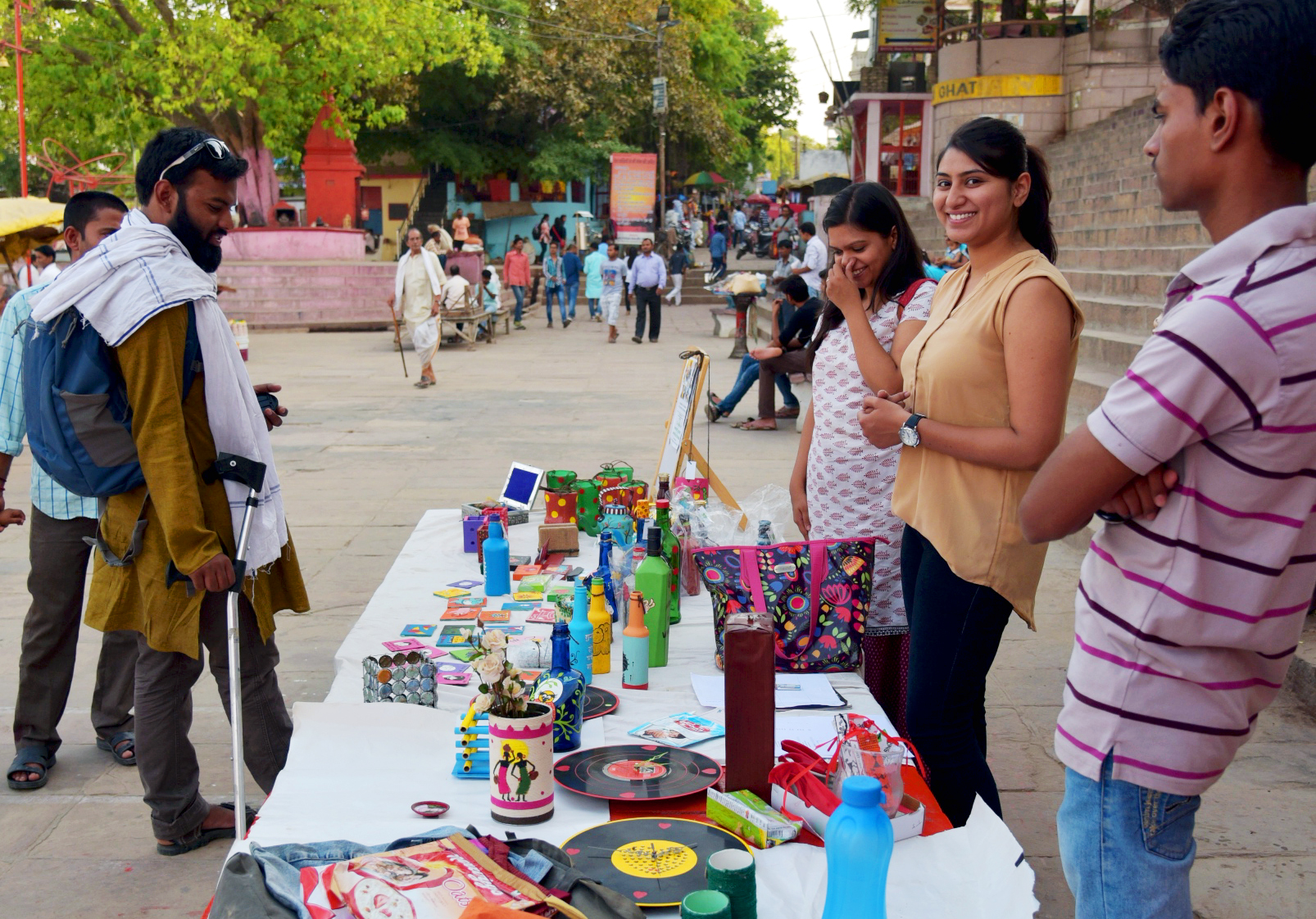
Ein Verkaufsstand am Assi Ghat

Hindus glauben, dass es bei Assi Ghat war, dass Tulsidas zu seinen himmlischen Aufenthaltsort aufstieg.
Nach dem Bombenattentat in 2010 in Benares wurden zusätzliche Polizeikräfte in die Nähe des Assi Ghat verlegt, um für mehr Sicherheit zu sorgen.
Südlich vom Assi Ghat befindet sich das Ganga Mahal Ghat.

## Romane und Filme
Kashinath Singhs Hindi-Roman Kashi Ka Assi spielt in der Mohalla, in der Nähe dieses Ghats. Der Roman diente als Vorlage für Mohalla Assi, einen Bollywood-Film aus dem Jahr 2015 mit Sunny Deol unter der Regie von Chandra Prakash Dwivedi, der in der Mohalla (Ort) um Assi Ghat spielt.
Im Film Raanjhanaa aus dem Jahr 2013, der auf einer in Varanasi spielenden Geschichte basiert, spielen Szenen rund um Assi Ghat.

## Adresse
Assi Road, in der Nähe der Assi Ghat Polizei Station, am Ufer des Ganges, Shivala, Varanasi, Uttar Pradesh 221010, Indien.